# Lothar Krumbeck
Lothar Eduard Nikolaus Krumbeck (* 11. September 1878 auf Gut Kowardiaki bei Brest-Litowsk; † 11. Juni 1958  in Erlangen) war ein deutscher Paläontologe und Geologe.

## Leben
Krumbeck, Sohn eines Gutsbesitzers, ging in Hameln (Gymnasium), Karlsruhe und Hannover (Kriegsschule) auf die Schule. Er studierte ab 1901 Geologie und Paläontologie in München und wurde 1905 in München promoviert und war ab 1906 Assistent am Geologischen Institut der Universität Erlangen. 1911 wurde er dort nach der Habilitation Privatdozent, 1916 nicht beamteter außerordentlicher Professor und 1935 Konservator. 1939 wurde er außerplanmäßiger Professor und 1945 durch die amerikanische Militärregierung entlassen. 1948 ging er in Pension.
Er galt als Experte für den fränkischen Jura die Geologie der Fränkischen Alb und Fossilien der Fränkischen Alb. Er bearbeitete auch paläontologische Funde von Johannes Wanner aus Indonesien und bearbeitete das Blatt Erlangen-Nord der Geologischen Karte von Bayern (1931).

## Schriften
- Obere Trias von Sumatra: Die Pandang-Schichten von West-Sumatra nebst Anhang.  In: Georg Böhm: Beiträge zur Geologie von Niederländisch-Indien, Stuttgart 1914, Online
- Die Brachiopoden, Lamellibranchiaten und Gastropoden der Trias von Timor. In: Paläontologie von Timor nebst kleineren Beiträgen zur Paläontologie einiger anderer Inseln des ostindischen Archipels, Lieferung 10, 17, Schweizerbart 1921
- Zur Kenntnis des Juras der Insel Timor, sowie des Aucellen-Horizontes von Seran und Buru. In: Paläontologie von Timor nebst kleineren Beiträgen zur Paläontologie einiger anderer Inseln des ostindischen Archipels, Lieferung 12, 20, Schweizerbart 1923
- Bemerkungen über die Pautzfelder Flexur im Regnitzbecken nördlich Forchheim. In: Centralblatt für Mineralogie, Geologie und Paläontologie, 1927, B, 1928, S. 433–437
- Erläuterungen zur Geologischen Karte von Bayern 1:25000. Blatt Erlangen Nord Nr. 161, 1931, 86 S.
- Beiträge zur Geologie von Nordbayern. X. Zur Rhätolias-Stratigraphie und Geologie des Forchheimer Waldes Regnitzbecken, sowie angrenzender Gebiete. In: Sitzungsberichte der physikalisch-medizinischen Sozietät Erlangen, 63/64, 1933, S. 285–356
- Beobachtungen im oberfränkischen Rhätolias. In: Berichte der naturforschenden Gesellschaft in Bamberg, 27, 1934, S. 119–126
- Beiträge zur Geologie von Nordbayern. XII. Die Rathsberg-Schichten, das jüngste Glied des Keupers in Franken. In: Sitzungsberichte der physikalisch-medizinischen Sozietät Erlangen, 67, 1936, S. 15–62
- Beiträge zur Geologie von Nordbayern. XIII. Das Rhät in Nordwest-Franken. In: Sitzungsberichte der physikalisch-medizinischen Sozietät Erlangen, 71, 1939, S. 1–130